# あなたに夢中〜内気なキャンディーズ〜
『あなたに夢中〜内気なキャンディーズ〜』（あなたにむちゅう うちきなキャンディーズ）は、1973年12月5日に発売された、キャンディーズ初のアルバムである。

## 概要
- LP帯コピー：キャンディーズ、ファースト・アルバム オリジナル・ポップス&アイドルを歌う!
- A面はオリジナル曲、B面はカバー曲で構成されている。「そよ風のくちづけ」はこのアルバムからのシングルカット（原題「盗まれたくちづけ」）。またステージでよく歌われた「キャンディーズ」もこのアルバムに収録されている。

## 曲目

### オリジナル盤
- 全編曲：竜崎孝路（特記以外）

1. キャンディーズ
  - 作詞：山上路夫、作曲・編曲：宮川泰
  - 歌詞の中で、メンバーが一人ひとり自己紹介する。
2. なみだ草
  - 作詞：山上路夫、作曲：森田公一
  - デビュー・シングル「あなたに夢中」のB面曲。
3. 盗まれたくちづけ
  - 作詞：山上路夫、作曲：森田公一、編曲：穂口雄右
  - 2ndシングル「そよ風のくちづけ」の原曲。
4. 内気なとしごろ
  - 作詞：山上路夫、作曲・編曲：宮川泰
5. はぐれた小鳩
  - 作詞：山上路夫、作曲：森田公一、編曲：馬飼野俊一
6. あなたに夢中
  - 作詞：山上路夫、作曲：森田公一
  - デビュー・シングル。
7. 愛への出発（スタート）
  - 作詞：岩谷時子、作曲：筒美京平
  - オリジナル歌唱：郷ひろみ
8. 傷つく世代
  - 作詞：有馬三恵子、作曲：筒美京平
  - オリジナル歌唱：南沙織
  - その前年の『第23回NHK紅白歌合戦』で、当時レコードデビューしていなかったキャンディーズは南のバックダンサーを務めた（南が歌唱した楽曲は「純潔」）。
9. 君が美しすぎて
  - 作詞：千家和也、作曲：馬飼野俊一
  - オリジナル歌唱：野口五郎
10. 避暑地の恋
  - 作詞：林春生、作曲：馬飼野俊一
  - オリジナル歌唱：チェリッシュ
11. あなたへの愛
  - 作詞：安井かずみ、作曲：加瀬邦彦
  - オリジナル歌唱：沢田研二
12. 空いっぱいの幸せ
  - 作詞：山上路夫、作曲：森田公一
  - オリジナル歌唱：天地真理

### キャンディーズ・タイムカプセル盤
1. キャンディーズ
2. なみだ草
3. 盗まれたくちづけ
4. 内気なとしごろ
5. はぐれた小鳩
6. あなたに夢中
7. 愛への出発（スタート）
8. 傷つく世代
9. 君が美しすぎて
10. 避暑地の恋
11. あなたへの愛
12. 空いっぱいの幸せ
13. 盗まれたくちづけ（ミキ→ラン→スーヴァージョン）（ボーナス・トラック）
14. 盗まれたくちづけ（ミキ→ラン→スーヴァージョン2）（ボーナス・トラック、別ミックス・初CD化）
15. あなたに夢中（オリジナル・カラオケ／純カラオケ）（ボーナス・トラック）